# Artour Babaev
Artour „Arteezy“ Babaev (* 1. Juli 1996 in Taschkent, Usbekistan) ist ein kanadischer E-Sportler, der in der Disziplin Dota 2 für Evil Geniuses antritt. Mit über 2.300.000 US-Dollar erspieltem Preisgeld gehört Babaev zu den finanziell erfolgreichsten E-Sportlern und führt die kanadische Rangliste an.

## Karriere
Babaev begann 2013 professionell Dota 2 zu spielen. Vier Monate lang trat er für Kaipi an, verließ dann aber einvernehmlich das Team um sich auf seine schulische Ausbildung zu konzentrieren. Internationale Bekanntheit erlangte Babaev im folgenden Jahr, als er von Evil Geniuses, einer der ältesten amerikanischen E-Sports-Organisationen unter Vertrag genommen wurde. Mit dem Team erreichte er 2014 bei seiner ersten Teilnahme bei einem The International den dritten Platz und konnte sich einen Anteil am Preisgeld von über 200.000 US-Dollar sichern. Anfang 2015 trennten sich Evil Geniuses und Babaev und der Kanadier wechselte nach Europa um für Team Secret zu spielen. Vor The International 2015 konnte er vier Turniere, unter anderem die ESL One Frankfurt 2015 gewinnen, sodass Team Secret als einer der Favoriten antrat. Während Babaevs ehemaliges Team, Evil Geniuses, das zu diesem Zeitpunkt höchstdotierte E-Sports-Turnier gewinnen konnte, wurde Team Secret der Favoritenrolle nicht gerecht und beendete das Turnier auf dem 7. – 8. Platz. Im Anschluss kehrte Babaev zu Evil Geniuses zurück, in diesem Karriereabschnitt konnte er sowohl das Frankfurt Major 2015 als auch das Shanghai Major 2016 auf dem dritten Platz abschließen. Im März 2016 wechselte Babaev ein weiteres Mal zu Team Secret. Nach dem Ausscheiden in der ersten Runde beim Manila Major 2016 und The International 2016 unterschrieb er zum dritten Mal einen Vertrag bei Evil Geniuses und konnte unter anderem bei The International 2018 Platz drei erreichen, mit über 500.000 US-Dollar erspieltem Preisgeld war dies Babaevs größter finanzieller Erfolg. Bei dem ONE Esports Singapore Major 2021 und dem WePlay Animajor zog er ins Finale ein, verpasste jedoch beide Male seinen ersten Turniersieg bei einem von Valve gesponserten Event.
Im Jahr 2024 spielt Arteezy bei Shopify Rebellion.

## Erfolge (Auswahl)
| Datum     | Platz   | Turnier                          | Preisgeld |
| --------- | ------- | -------------------------------- | --------- |
| Aug. 2014 | 3.      | The International 2014           | 207.691 $ |
| Nov. 2015 | 3.      | Frankfurt Major 2015             | 063.000 $ |
| März 2016 | 3.      | Shanghai Major 2016              | 063.000 $ |
| Dez. 2016 | 3. – 4. | Boston Major 2016                | 050.000 $ |
| Apr. 2017 | 3. – 4. | Kiev Major 2017                  | 050.000 $ |
| Mai 2017  | 1.      | The Manila Masters 2017          | 025.000 $ |
| Aug. 2018 | 3.      | The International 2018           | 536.175 $ |
| Aug. 2019 | 5. – 6. | The International 2019           | 240.310 $ |
| Apr. 2021 | 2.      | ONE Esports Singapore Major 2021 | 020.000 $ |
| Juni 2021 | 2.      | WePlay Animajor                  | 020.000 $ |

| Datum     | Platz   | Turnier                       | Preisgeld |
| --------- | ------- | ----------------------------- | --------- |
| Feb. 2015 | 3.      | Dota 2 Asia Championship 2015 | 055.035 $ |
| Mai 2015  | 1.      | The Summit 3                  | 023.093 $ |
| Juni 2015 | 1.      | ESL One Frankfurt 2015        | 023.696 $ |
| Aug. 2015 | 7. – 8. | The International 2015        | 166.866 $ |